# Gergely Kulcsár
Gergely Kulcsár, né le 10 mars 1934 à Nagyhalász et mort le 12 août 2020, est un ancien athlète hongrois spécialiste du lancer du javelot.
Durant sa carrière, il a remporté trois médailles aux Jeux olympiques d'été et deux aux championnats d'Europe.

## Palmarès

### Jeux olympiques d'été
- Jeux olympiques d'été de 1960 à Rome ( Italie)
  -  Médaille de bronze au lancer du javelot
- Jeux olympiques d'été de 1964 à Tokyo ( Japon)
  -  Médaille d'argent au lancer du javelot
- Jeux olympiques d'été de 1968 à Mexico ( Mexique)
  -  Médaille de bronze au lancer du javelot

### Championnats d'Europe d'athlétisme
- Championnats d'Europe d'athlétisme de 1958 à Stockholm ( Suède)
  -  Médaille de bronze au lancer du javelot
- Championnats d'Europe d'athlétisme de 1962 à Belgrade ( Yougoslavie)
  - 5e au lancer du javelot
- Championnats d'Europe d'athlétisme de 1966 à Budapest ( Hongrie)
  -  Médaille de bronze au lancer du javelot
- Championnats d'Europe d'athlétisme de 1969 à Athènes ( Royaume de Grèce)
  - 4e au lancer du javelot